# ولاية السيب
السيب؛ هي إحدى ولايات محافظة مسقط في سلطنة عمان وهي منطقة ساحلية تطل على خليج عمان وتشتهر بصيد الأسماك، وتقع على بعد عدة كيلومترات إلى الشمال الغربي من العاصمة مسقط.
تطل ولاية السيب على خليج عمان وتقع في نهاية محافظة مسقط من الجانب الشمالي، وتبدأ بعدها منطقة الباطنة شمالاً بولاية بركاء، أما المنطقة الداخلية والغربية فتبدأ بولاية بدبد، ومن الجنوب ولاية بوشر بمحافظة مسقط.
يبلغ عدد سكانها 470,878 ألف نسمة وذلك حسب آخر تعداد سكاني والذي كان في عام 2020.

## قرى الولاية
تضم عدداً من القرى والمدن المعروفة رسمياً من قبل الدولة ومنها: السيب القديمة والتي تضم عدداً من القرى والحواري ومنها: حيل العوامر الشمالية و الجنوبية ، محلة وادي اللوامي ومحلة السوق، محلة آل يوسف، محلة وادي البحايص، محلة البوسعيد، محلة الشريجة، محلة الصبارة،محلة القلعة، محلة سور آل حديد، المنومة ، الموالح الجنوبية والموالح الشمالية، حلة الرحبين، خريس العوامر، المعبيلة الجنوبية والشمالية، الخوض، الرسيل، والخوض الجديدة، والشرادي والغشيبة.

## معالم الآثار
وهي: برج الخوض وأبراج الجفنين والرسيل والخرس والسليل، ومسجد فيقا بالمعبيلة الشمالية الذي يرجع إلى عام 251 هـ. و مسجد حيل العوامر في حيل العوامر الشمالية ، كما كان يوجد بها آثار قديمة ترجع إلى مئات السنين والآن أختفت مثل سور حيل العوامر وفلج يصل الخوص وسور ماجد في حلة الغشيبة
وفيها عقد ما يعرف باتفاقية السيب التي تم اتفاقها في حصن السيب.
تضم السيب عدداً من المعالم التي أرسى قواعدها السلطان قابوس بن سعيد مثل: جامعة السلطان قابوس ومستشفى الجامعة والمستشفى العسكري ومطار مسقط الدولي.
ولكون الولاية في العاصمة، فهي تحوي عدد لا بأس به من مؤسسات التعليم العالي مثل جامعة السلطان قابوس وغيرها.
وتضم عدد من مراكز الجهاز الاداري للدولة.
سد الخوض الذي يقوم بتخزين مياة الأمطار والأودية التي تصب فيه والذي يُعد سد حماية وتخزين في ذات الوقت لوادي الخوض.

## انظر ايضا
- ولاية مطرح
- ولاية نزوى